# Шевченко, Ольга Дмитриевна
Шевченко Ольга Дмитриевна (16 мая 1931, деревня Уктуз Бердюжского района Тюменской области — 6 марта 2001, Новокузнецк, Кемеровской области) — советский металлург, прокатчица Кузнецкого металлургического комбината. Герой Социалистического Труда (1971).

## Биография
Родилась 16 мая 1931 года в деревне Уктуз Уральской области. В раннем детстве вместе с семьёй переехала в Сталинск.
С 1945 работала  на Кузнецком металлургическом комбинате в прокатном  цехе сначала рассыльной, а потом и машинистом-оператором листостана. Активно участвовала в общественной жизни. За время своей работы обучила профессии пять человек. Получила звание Героя социалистического труда за выдающиеся успехи в выполнении пятилетнего плана по развитию  чёрной металлургии в 1971 году. Ушла на пенсию в 1981 году.
Умерла 6 марта 2001 года.

## Награды
- Орден «Знак Почёта» (22.3.1966)
- Орден Ленина (30.3.1971)